# Oreophryne moluccensis
Espèce
Synonymes
- Microhyla achatina var. moluccensis Peters & Doria, 1878
- Oreophryne senckenbergiana Boettger, 1895

Statut de conservation UICN

 DD  : Données insuffisantes
Oreophryne moluccensis est une espèce d'amphibiens de la famille des Microhylidae.

## Répartition
Cette espèce est endémique des Moluques en Indonésie. Elle se rencontre sur les îles d'Halmahera, de Ternate et de Bacan,.

## Étymologie
Son nom d'espèce, composé de molucc et du suffixe latin -ensis, « qui vit dans, qui habite », lui a été donné en référence au lieu de sa découverte dans les îles des Moluques.

## Publications originales
- Boettger, 1895 : Liste der Reptilien und Batrachier der Insel Halmaheira nach den Sammlungen Prof. Dr. W. Kükenthal's. Zoologischer Anzeiger, vol. 18, p. 116-121, 129-138 (texte intégral).
- Peters & Doria, 1878 : Catalogo dei rettili e dei batraci raccolti da O. Beccari, L.M. DAlbertis e A.A. Bruijn nella sotto-regione Austro-Malese. Annali del Museo Civico di Storia Naturale di Genova, sér. 1, vol. 13, p. 323-450 (texte intégral).